# Faroa hutchinsonii
Faroa hutchinsonii är en gentianaväxtart som beskrevs av Peter Geoffrey Taylor. Faroa hutchinsonii ingår i släktet Faroa och familjen gentianaväxter. Inga underarter finns listade i Catalogue of Life.